# Дідушенко В'ячеслав Володимирович
В'ячеслав Володимирович Дідушенко (нар. 11 грудня 1960, Запоріжжя) — український гандболіст та гандбольний тренер.

## Біографія
Народився 11 грудня 1960 року в м. Запоріжжя.

## Спортивна кар'єра
Грав у командах:
- «Запоріжалюмінбуд» (1978—1981)
- «ЗІІ» (1981—1991)
- «Заглембе» (Польща) (1991—1995)
- Член молодіжної збірної України (1982—1982)
- Член збірної команди України (1983—1988)

## Спортивні досягнення
- Володар Кубка ІГФ 1983
- Бронзовий призер чемпіонатів СРСР 1982, 1983, 1984
- Володар Кубка Польщі 1992
- Багаторазовий чемпіон України

## Тренерська кар'єра
- Тренер команди ZTR (Запоріжжя) з 1995 року, головний тренер: 2002—2009 та з грудня 2011—2014.[1])
- Головний тренер команди «ЗТР-СДЮШОР» (2009—2011)
- Тренер збірної України з 2000 по 2008 рр.

## Звання
- Майстер спорту СРСР міжнародного класу (1983)
- Заслужений працівник фізичної культури і спорту України